# Polysporangiaat
Polysporangiaat worden de planten genoemd, waarbij de sporofyt meer dan één sporangium kan vormen. Dit begrip wordt gebruikt binnen de landplanten (Embryophyta)
De vaatplanten kunnen meer dan één sporangium vormen per sporofyt. De sporofyt is meestal vertakt, bij de varens veelal dichotoom, waarbij de takken ook ongelijk van grootte kunnen zijn (anisotoom).
Monosporangiaat zijn de hauwmossen, de levermossen en de bladmossen. Bij deze groepen is de groei van de sporofyt eindig: ze vormen slechts één eindstandig sporangium.